# Lijst van coaches van het Vanuatuaans voetbalelftal (mannen)
Dit is een lijst van bondscoaches van het Vanuatuaans voetbalelftal mannen.

## Bondscoaches
| Naam                 | Land van herkomst | Begin periode    | Einde periode     | Prijzen       | Opmerkingen/Wijze van vertrek |
| -------------------- | ----------------- | ---------------- | ----------------- | ------------- | ----------------------------- |
| P. Reichert          | ?                 | 1973             | 1973              |               | [ 2 ]                         |
| Terry O'Donnell      | Engeland          | 1 juli 1987      | 30 juni 1993      | Melanesië Cup |                               |
| Saby Natonga         | Vanuatu           | 1 juli 1995      | 30 juni 1998      |               |                               |
| Alwyn Job            | Vanuatu           | 1 juli 1998      | 30 juni 1999      |               |                               |
| Juan Carlos Buzzetti | Uruguay           | 1 januari 2000   | 30 juni 2004      |               |                               |
| Robert Calvo         | Vanuatu           | 1 juli 2005      | 31 december 2010  |               |                               |
| Saby Natonga         | Vanuatu           | 1 juli 2011      | 31 december 2011  |               |                               |
| William Malas        | Vanuatu           | 1 januari 2012   | 21 oktober 2015   |               |                               |
| Percy Avock          | Vanuatu           | 1 mei 2012       | 21 oktober 2015   |               |                               |
| Moise Poida          | Vanuatu           | 22 oktober 2015  | 30 september 2017 |               |                               |
| Etienne Mermer       | Vanuatu           | 1 oktober 2017   | 30 juni 2018      |               |                               |
| Jean Yelou           | Vanuatu           | 1 juli 2018      | 23 februari 2019  |               |                               |
| Paul Munster         | Zweden            | 24 februari 2019 | 31 augustus 2019  |               |                               |
| Etienne Mermer       | Vanuatu           | 1 september 2019 | 31 oktober 2023   |               |                               |
| Emerson Alcântara    | Brazilië          | 1 november 2023  |                   |               |                               |

VFF · 
Vanuatuaans vrouwenelftal
Interlands
Tegenstander:
Amerikaans-Samoa ·
Australië ·
Brunei ·
Cookeilanden ·
Estland ·
Fiji ·
Guam ·
Guinee ·
India ·
Indonesië ·
Libanon ·
Mongolië ·
Nieuw-Caledonië ·
Nieuw-Zeeland ·
Papoea-Nieuw-Guinea ·
Salomonseilanden ·
Samoa ·
Tahiti ·
Tonga